# Walter Saxer

Walter Saxer

Walter Saxer (* 2. Dezember 1896 in Stein; † 25. Juni 1974 in Samaden) war ein Schweizer Mathematiker. 

## Leben
Nachdem Saxer die Kantonsschule Trogen besucht hatte, studierte er an der ETH Zürich. Er erwarb 1920 das Fachlehrerdiplom und 1923 promovierte er bei George Pólya. Danach war er erst beim Eidgenössischen Versicherungsamt, dann als Hauptlehrer an der Kantonsschule Aarau. Im Studienjahr 1926/27 konnte er dank eines Rockefeller-Stipendiums an die Universitäten in Paris und Göttingen seine Kenntnisse vertiefen. Von 1927 bis 1966 war er Professor für Mathematik an der ETH. Im Auditorium Maximum dozierte er mathematische Grundvorlesungen für alle angehenden Ingenieure, Mathematiker und Physiker. In den Nachkriegsjahren ernannte ihn der Schweizer Bundesrat zum mathematischen Berater in Sozialversicherungsfragen. In dieser Funktion wirkte er massgebend an der Entstehung der schweizerischen Alters- und Hinterlassenenversicherung (AHV) mit.
Er war 1934/35 Präsident der Schweizerischen Mathematischen Gesellschaft und ab 1939 der damals jüngste gewählte Rektor der ETH.
Saxers Hauptarbeitsgebiet war zunächst die Funktionentheorie. Seine Dissertation, die sich mit Picardschen Ausnahmewerten der Ableitungen ganzer Funktionen beschäftigt, enthält auch eine Darstellung der Wiman-Valiron-Theorie. In weiteren Arbeiten untersuchte er normale Familien meromorpher Funktionen. Später wandte er sich vor allem der Wahrscheinlichkeitsrechnung und Statistik zu. Sein zweibändiges Lehrbuch über Versicherungsmathematik wurde zu einem Standardwerk.
Zu seinen Schülern zählen Heinz Huber, Albert Pfluger und Heinz Rutishauser.